# Bernd Hobsch
Bernd Hobsch (* 7. Mai 1968 in Großkugel) ist ein ehemaliger deutscher Fußballspieler. Für den 1. FC Lokomotive Leipzig, Werder Bremen, TSV 1860 München, den 1. FC Nürnberg sowie Stade Rennes spielte er Erstligafußball. Mit Werder Bremen wurde er Meister und Pokalsieger. Mit der DFB-Nationalmannschaft bestritt er ein Länderspiel, für die DDR-U-21-Auswahl absolvierte er elf Länderspiele.

## Sportliche Laufbahn

### Fußball in der DDR
Hobsch spielte bis zu seinem 18. Lebensjahr bei der TSG MAB Schkeuditz. Nachdem die TSG 1986 als Aufsteiger umgehend wieder aus der drittklassigen Bezirksliga Leipzig abgestiegen war, schloss sich Hobsch der BSG Chemie Böhlen an, für die er in der Saison 1986/87 in der zweitklassigen DDR-Liga spielte. Dort bestritt der gelernte Maurer 29 der 34 Punktspiele und wurde mit elf Treffern zusammen mit Urgestein Klaus Havenstein Torschützenkönig der Mannschaft.
Da der DDR-Oberligist 1. FC Lok Leipzig seinen besten Stürmer der Vorsaison, Hans Richter, verloren hatte, lotste der Klub den erfolgreichen 1,83 Meter großen Torjäger Hobsch nach Start der Saison 1987/88 in die eigenen Reihen. Drei Tage vor seinem Erstligadebüt im August 1987 hatte der Angreifer in der Ligastaffel B für Böhlen auf dem Platz gestanden. Hobsch enttäuschte bei Lok die ihn gesetzten Hoffnungen nicht und wurde in seiner ersten Oberligasaison mit sieben Punktspieltreffern in 22 Spielen zweitbester Torschütze der Leipziger hinter Olaf Marschall mit acht Toren. Obwohl er später nicht mehr so treffsicher war, blieb Hobsch bis zum Ende der DDR-Oberliga 1991 Stammspieler des 1. FC Lok auf der linken Angriffsseite. In seinen vier Oberligaspielzeiten kam er auf insgesamt 86 Einsätze und erzielte dabei 20 Tore. Außerdem wirkte er in 14 nationalen Pokalspielen (10 Tore) und in einem Europapokalspiel mit. In diesem Spiel im UEFA Cup 1988/89 am 7. September 1988 beim Schweizer FC Aarau erzielte er zwei Tore beim 3:0-Sieg. Zwischen April 1988 und November 1989 bestritt er mit der DDR-U-21-Auswahl elf Länderspiele, in denen er vier Tore erzielte.

### Profifußballer
Zur Saison 1991/92 hatte sich der 1. FC Lok für die 2. Bundesliga qualifiziert, zu der er als neuer Verein unter dem Namen VfB Leipzig antrat. Zum Spieleraufgebot gehörte nach wie vor der inzwischen 23-jährige Bernd Hobsch. In der über 32 Runden laufenden Spielzeit wurde er 27-mal eingesetzt und wurde mit seinen elf Treffern Leipziger Torschützenkönig. Diesen Erfolg konnte er mit 15 Toren in der folgenden Saison 1992/93 wiederholen, obwohl er nur noch bis zum Dezember für den VfB 25 Zweitligaspiele bestritt. Zur Rückrunde wechselte Hobsch zu Werder Bremen in die 1. Bundesliga. In Bremen hatte er seine erfolgreichste Zeit. Er spielte für Werder bis zum Ende der Saison 1996/97 und wurde mit den Bremern 1993 Deutscher Meister und 1994 DFB-Pokalsieger. Zum Meistertitel hatte er in seiner ersten Bremer Saison mit dem Einsatz in allen 17 Spielen der Rückrunde und sieben Toren beigetragen. Am 14. Mai 1994 wirkte er im Pokalendspiel Werder Bremen – Rot-Weiss Essen (3:1) als Stürmer mit. Am 22. September 1993 bestritt Hobsch sein einziges A-Länderspiel. Im Freundschaftsspiel Tunesien – Deutschland (1:1) wurde er in 77. Minute eingewechselt.
Nachdem sein Vertrag bei Werder im Sommer 1997 nach 106 Bundesligaspielen mit 33 Toren beendet worden war, spielte Hobsch bis Ende 1997 beim französischen Erstligisten Stade Rennes, wo er jedoch nur in drei Meisterschaftsspielen eingesetzt wurde. Im Januar 1998 kehrte Hobsch nach Deutschland zurück und schloss sich dem Bundesligisten TSV 1860 München an. Dort bestritt er die Rückrunde 1998 mit 14 Punktspieleinsätzen und sechs erzielten Toren. 1998/99 absolvierte er für 1860 25 der 34 Bundesligaspiele und wurde mit seinen 12 Treffern wieder einmal erfolgreichster Torschütze seiner Mannschaft. Letzte Station im Profifußball des inzwischen 31-jährigen Hobsch war der 1. FC Nürnberg, für den er zunächst in den Spielzeiten 1999/2000 und 2000/01 in der 2. Bundesliga spielte. Während er in seiner ersten Nürnberger Saison noch 17 Punktspiele bestritt und acht Tore erzielte, kam er 2000/01 nur noch siebenmal als Einwechselspieler zum Einsatz und kam nur noch zu einem Torerfolg. Damit war er aber am Aufstieg der Nürnberger in die 1. Bundesliga beteiligt, wo er 2001/02 bis zum sechsten Spieltag noch fünf Punktspiele wieder als Einwechselspieler bestritt. Im Oktober 2001 wurde er mit sechs weiteren Spielern aus dem Bundesligakader gestrichen und zum Saisonende sein Vertrag beendet. Zugleich war damit auch seine Laufbahn als Profifußballer beendet, in der er 150 Spiele in der 1. Bundesliga (51 Tore) und 76 Zweitligaspiele (35 Tore) bestritten hatte.

### Karriereausklang in Jena, Hobbyfußballer und Trainer
Nach mehreren vertragslosen Monaten schloss sich Hobsch im Frühjahr 2002 dem Viertligisten FC Carl Zeiss Jena an. Dort bestritt er in der Oberliga Nordost die letzten sechs Punktspiele als Stürmer mit drei Toren und das Endspiel um den Thüringenpokal (Rot-Weiß Erfurt – FC Carl Zeiss, 7:5 n. E.). Anschließend war er als Hobbyfußballer beim Kreisligisten FC Linde Schwandorf aktiv. Außerdem war er beim bayerischen Landesligisten DJK Ammerthal und der Frauenmannschaft des TSV Ochenbruck als Trainer tätig. Er betreibt zusammen mit weiteren ehemaligen Profifußballern die "Bernd Hobsch Fußballschule" für Kinder.

## Persönliches
Hobschs Sohn Patrick ist ebenfalls Profifußballspieler.